# Pierre Littbarski
Pierre Michael „Litti“ Littbarski (* 16. April 1960 in West-Berlin) ist ein ehemaliger deutscher Fußballspieler und späterer Fußballtrainer. Mit der Nationalmannschaft wurde er 1990 in Italien Weltmeister. Den Großteil seiner Profilaufbahn verbrachte er beim 1. FC Köln. 1993 war er einer der ersten ausländischen Spieler in der neugegründeten japanischen J. League.

## Sportliche Laufbahn

### Vereinskarriere
Der gebürtige Berliner Littbarski wuchs überwiegend bei seinen Großeltern auf. Als Sohn eines Finanzrates strebte er zunächst eine Laufbahn als Finanzbeamter an und spielte Vereinsfußball beim VfL Schöneberg. Er war während der Weltmeisterschaft 1974 Balljunge beim Aufeinandertreffen der DDR-Auswahl und der chilenischen Nationalmannschaft im Berliner Olympiastadion. Im Jahr 1976 wechselte er als Jugendlicher zum höherklassig antretenden Hertha Zehlendorf. Als Berliner A-Juniorenmeister nahm er mit der Mannschaft an der deutschen A-Juniorenmeisterschaft 1977/78 teil. Auf dem Weg ins Endspiel setzten sich die Berliner im Sommer 1978 unter anderem mit zwei Siegen gegen die A-Junioren des 1. FC Köln durch. Das Endspiel gegen den MSV Duisburg verlor Hertha Zehlendorf mit 2:5, wobei Littbarski die Treffer für seine Mannschaft erzielte.
Kurz danach wurde Littbarski vom Bundesligisten und deutschen Meister 1. FC Köln nach Verhandlungen mit Manager Karl-Heinz Thielen verpflichtet; Trainer war Hennes Weisweiler. Als Ablösesumme zahlte der FC 13.000 D-Mark an die Berliner; Littbarski brach daraufhin seine zuvor begonnene Ausbildung zum Finanzbeamten ab. In Köln konkurrierte er mit Roger van Gool, der mit einer Ablösesumme von einer Million Mark als damals teuerster Transfer der Bundesliga galt, um den Platz im Sturm. Sein erstes Bundesligaspiel bestritt Littbarski am 26. August 1978 gegen den 1. FC Kaiserslautern im Südweststadion in Ludwigshafen, in das die Lauterer wegen der noch nicht fertig gestellten Osttribüne auf dem Betzenberg auswichen. Nach 16 Bundesligaspielen und vier Saisontoren sowie drei Spielen im Europapokal der Landesmeister 1978/79, in dem der 1. FC Köln im Halbfinale am späteren Titelträger Nottingham Forest scheiterte, avancierte er in der Saison 1979/80 zum Stammspieler sowohl im Verein als auch in der U21-Nationalmannschaft.
Im Sommer 1980 stand Littbarski im Endspiel um den DFB-Pokal gegen den Lokalrivalen Fortuna Düsseldorf in der Startformation, der Titel ging trotz zwischenzeitlicher 1:0-Führung durch Bernd Cullmann nach einer 1:2-Niederlage an die Düsseldorfer. Im Pokalfinale saß der Kölner Interimstrainer Karl-Heinz Heddergott auf der Bank, er vertrat Weisweiler, der kurz vor Saisonende nach einem Streit mit der Vereinsführung zurückgetreten war. Zur nächsten Saison wurde Trainer Rinus Michels verpflichtet. Unter dessen Leitung beendete der Klub die Saison 1980/81 als Tabellenachter, im UEFA-Pokal 1980/81 wurde das Halbfinale erreicht. Gegner war der spätere Titelträger Ipswich Town, beide Halbfinalspiele verloren die Kölner. In der Saison 1981/82 gelang Littbarski der Durchbruch, mit 15 Saisontoren war er maßgeblich an der Vizemeisterschaft beteiligt. In den folgenden Jahren erzielte der Offensivspieler bis 1986 regelmäßig eine zweistellige Toranzahl. 1983 gewann Littbarski seinen ersten nationalen Titel, als er mit seiner Mannschaft im heimischen Müngersdorfer Stadion im Stadtderby gegen Fortuna Köln den DFB-Pokal 1983 gewann. Im Finale erzielte Littbarski mit dem Treffer zum 1:0-Endstand das spielentscheidende Tor.
Ab 1984 war Hannes Löhr Trainer beim 1. FC Köln und führte den Klub in seiner ersten Spielzeit als Tabellendritter erneut in den UEFA-Pokal. Nachdem die Mannschaft in der Saison 1985/86 in akute Abstiegsgefahr geraten war, auch weil Littbarski zeitweise verletzt gefehlt hatte, wechselte der Verein den Trainer und übergab die Verantwortung an Georg Keßler. Unter dessen Leitung erreichte der Verein, der zum Saisonende auf dem 13. Tabellenplatz der Bundesliga stand, die Endspiele im UEFA-Pokal 1985/86 gegen Real Madrid. Im Hinspiel in Madrid wurde Littbarski beim Zwischenstand von 1:3 nach 84 Minuten vom Feld genommen und durch Norbert Dickel ersetzt; in den Schlussminuten erzielte Real Madrid zwei weitere Gegentore zum Endstand von 1:5. Im Rückspiel, das wegen vorangegangener Ausschreitungen Kölner Anhänger im Halbfinale beim KSV Waregem im Berliner Olympiastadion ausgetragen wurde, erzielten Uwe Bein und Ralf Geilenkirchen die Tore zum 2:0-Rückspielerfolg der Kölner.
Nach der Weltmeisterschaft 1986 wechselte Littbarski nach Frankreich zu Racing Paris, wo der Industrielle Jean-Luc Lagardère in den Aufbau einer Mannschaft mit international bekannten Spielern investierte; neben Littbarski wurden unter anderem Enzo Francescoli und Rabah Madjer verpflichtet. Für Racing Paris bestritt Littbarski 32 Spiele in der Division 1 und erzielte dabei vier Tore. In seiner zweiten Saison bestritt Littbarski dort noch zwei Punktspiele, bevor er im August 1987 zum 1. FC Köln zurückkehrte. Um seinen Transfer abzuwickeln, stellte er dem 1. FC Köln ein Darlehen zur Verfügung. Im Mai 1993 wechselte er zu JEF United Ichihara in die neu gegründete japanische J. League und erhielt dort einen Vertrag, der ihm einen Verdienst von rund zwei Millionen D-Mark zusicherte. Seine letzte Station als Spieler war 1996 Brummell Sendai.
Im Jahr 1985 wurde Littbarski von den Zuschauern der ARD-Sportschau zum Torschützen des Jahres gekürt.

### Auswahleinsätze
Von 1980 bis 1982 spielte Littbarski 21-mal für die U21-Nationalmannschaft, deren Rekordtorschütze er mit 18 Toren ist und mit der er 1982 unter anderem zusammen mit Rudi Völler Vize-Europameister wurde.
Von 1981 bis 1990 trug er 73 Mal das Trikot der deutschen Nationalmannschaft und erzielte dabei 18 Tore, darunter drei Tore bei einer Weltmeisterschaft. Er nahm an drei Weltmeisterschaften (1982 in Spanien, 1986 in Mexiko und 1990 in Italien) und zwei Europameisterschaften (1984 in Frankreich und 1988 in Deutschland) teil. Der Höhepunkt seiner Karriere war der Gewinn des Weltmeistertitels 1990 in Italien. Littbarski gehörte zu der Elf, die im Finale Argentinien mit 1:0 besiegte. Für den Gewinn der Weltmeisterschaft 1990 wurde ihm das Silberne Lorbeerblatt verliehen.

### Titel und Erfolge als Spieler
- 1983 DFB-Pokal-Sieger
- 1990 Weltmeister

### Statistik
| Wettbewerb(e)                                                        | Einsätze | Tore |
| -------------------------------------------------------------------- | -------- | ---- |
| 1. Bundesliga                                                        | 406      | 116  |
| Division 1 (Frankreich)                                              | 034      | 04   |
| DFB-Pokal                                                            | 043      | 012  |
| Europapokal der Landesmeister; Europapokal der Pokalsieger; UEFA-Cup | 055      | 016  |
| J1 League                                                            | 092      | 015  |
| Summe                                                                | 630      | 163  |

## Trainerlaufbahn
Seine Trainerlaufbahn begann Littbarski in Japan, wo er 1997 eine Klasse-S-Lizenz erhielt, die das Trainieren von J.-League-Vereinen erlaubt. Von 1999 bis 2000 trainierte er den J.-League-Klub Yokohama FC, mit dem er in beiden Jahren die Meisterschaft gewann. Danach arbeitete er als Co-Trainer von Berti Vogts bei Bayer 04 Leverkusen. Später war er für die Mannschaft des MSV Duisburg in der 2. Bundesliga verantwortlich. Ab 2004 war er Trainer des Sydney FC in der neu gegründeten australischen A-League, mit dem er im März 2006 den Meistertitel gewann. Wegen Streitigkeiten um eine Vertragsverlängerung verließ er den Verein am 3. Mai 2006. Im Dezember 2006 unterschrieb er einen Einjahresvertrag beim japanischen Erstliga-Absteiger Avispa Fukuoka. Im Juli 2008 wurde er freigestellt, nachdem noch im Februar eine Vertragsverlängerung bis Januar 2009 vereinbart worden war.
Wenige Wochen später wurde Littbarski als neuer Trainer des iranischen Vereins Saipa Teheran präsentiert, am 21. Oktober 2008 trennte sich dieser wieder von Littbarski. Am 4. November 2008 verpflichtete der in der Schweizer Axpo Super League spielende Liechtensteiner Verein FC Vaduz Littbarski als Nachfolger des bisherigen Trainers Heinz Hermann. Am 12. April 2010 wurde er beim FC Vaduz freigestellt.
Ab der Saison 2010/11 war Littbarski Co-Trainer der Bundesligamannschaft des VfL Wolfsburg. Nach der Beurlaubung von Cheftrainer Steve McClaren am 7. Februar 2011 war Littbarski Interimscoach des VfL, für den er in fünf Spielen an der Seitenlinie stand, von denen vier verloren gingen. Littbarski wurde am 18. März 2011 durch Felix Magath ersetzt, unter dem er dann wieder zum Co-Trainer wurde. Von 2012 bis 2018 leitete er den Arbeitsbereich Spielerbeobachtung und Entwicklung des VfL, danach war er als Markenbotschafter beschäftigt. Am 11. Juli 2023 wurde bekannt, dass Littbarski sein Engagement bei den Wolfsburgern beendet hat.

### Titel und Erfolge als Trainer
- 1999 Meister mit dem Yokohama FC
- 2000 Meister mit dem Yokohama FC
- 2006 Meister mit dem Sydney FC

## Weiterer Werdegang
Während der Fußball-Weltmeisterschaft 2006 betätigte sich Pierre Littbarski als Co-Kommentator bei Live-Übertragungen von RTL.
Littbarski gehört dem Kuratorium der Stiftung Jugendfußball an. Die Stiftung wurde im Jahr 2000 von Littbarski, Jürgen Klinsmann und weiteren erfolgreichen Nationalspielern sowie Dozenten des Fußballlehrersonderlehrgangs gegründet.

## Privatleben
Aus Littbarskis erster Ehe stammen zwei Töchter. In zweiter Ehe ist er mit einer Japanerin verheiratet, mit ihr hat er zwei Söhne. Einer davon, Lucien (* 2003), ist ebenfalls Fußballspieler. und spielt seit der Saison 2024 beim viertklassigen FC Viktoria 1889 Berlin. Der Hochschullehrer Sigurd Littbarski ist sein Großonkel.
Im Jahr 1994 veröffentlichte er seine Autobiografie Litti – Meine Geschichte im Verlag Hoffmann und Campe. Im Februar 2005 ließ seine erste Frau die „Sammlung Littbarski“ im Internet versteigern, darunter eine Goldene Kamera, diverse Fußballauszeichnungen und Pokale sowie Erinnerungsfotos, Sonnenbrillen und Bekleidungsstücke des Fußballers.
Während seiner Zeit in Köln und dem Weltmeistertitel lebte Littbarski in Großvernich und Weilerswist.

## Trivia
Littbarski wurde 1989 von der nordrhein-westfälischen CDU zur Wiederwahl Richard von Weizsäckers zum Bundespräsidenten in die Bundesversammlung berufen.
Littbarski tritt als Figur im Japanisch-Lehrbuch Japanisch im Sauseschritt unter seinem Spitznamen „Litti“ auf.
Am 10. Juni 2018 hatte er einen Gastauftritt in der Comedyserie Dittsche und am 9. August 2018 bei Genial daneben – Das Quiz. Im Mai 2018 trat er in der Sendung Luke! Die Schule und ich auf. Am 28. und 29. März 2022 hatte er eine Gastrolle in der ARD-Serie Rote Rosen.
Littbarski ist Namenspate der fiktiven Pierre-Littbarski-Berufsschule in Hürth oder Frechen, die von der Kunstfigur Dennis aus Hürth besucht wird. Der Protagonist Dennis aus Hürth-Kalscheuren wird von Martin Klempnow verkörpert und hatte seine ersten Auftritte in der Fernsehsendung Switch reloaded.
Im Herbst 2021 nahm Littbarski als „Hammerhai“ an der fünften Staffel der ProSieben-Sendung The Masked Singer teil und wurde in der 2. Folge rausgewählt.
Im Frühjahr 2025 nahm er an der neunten Staffel der Sendung Das große Promibacken teil.